# Struhařov (przystanek kolejowy)
Struhařov – przystanek kolejowy w miejscowości Struhařov, w kraju środkowoczeskim, w Czechach. Znajduje się na wysokości 425 m n.p.m.
Jest zarządzany przez Správę železnic. Na przystanku nie ma możliwości zakupu biletu, a obsługa podróżnych odbywa się w pociągu.

## Linie kolejowe
- 222 Benešov u Prahy - Trhový Štěpánov